# Paul Guadet
Paul Guadet, né le 24 février 1873 à Paris et mort le 16 octobre 1931 à Paris, est un architecte français.

## Biographie

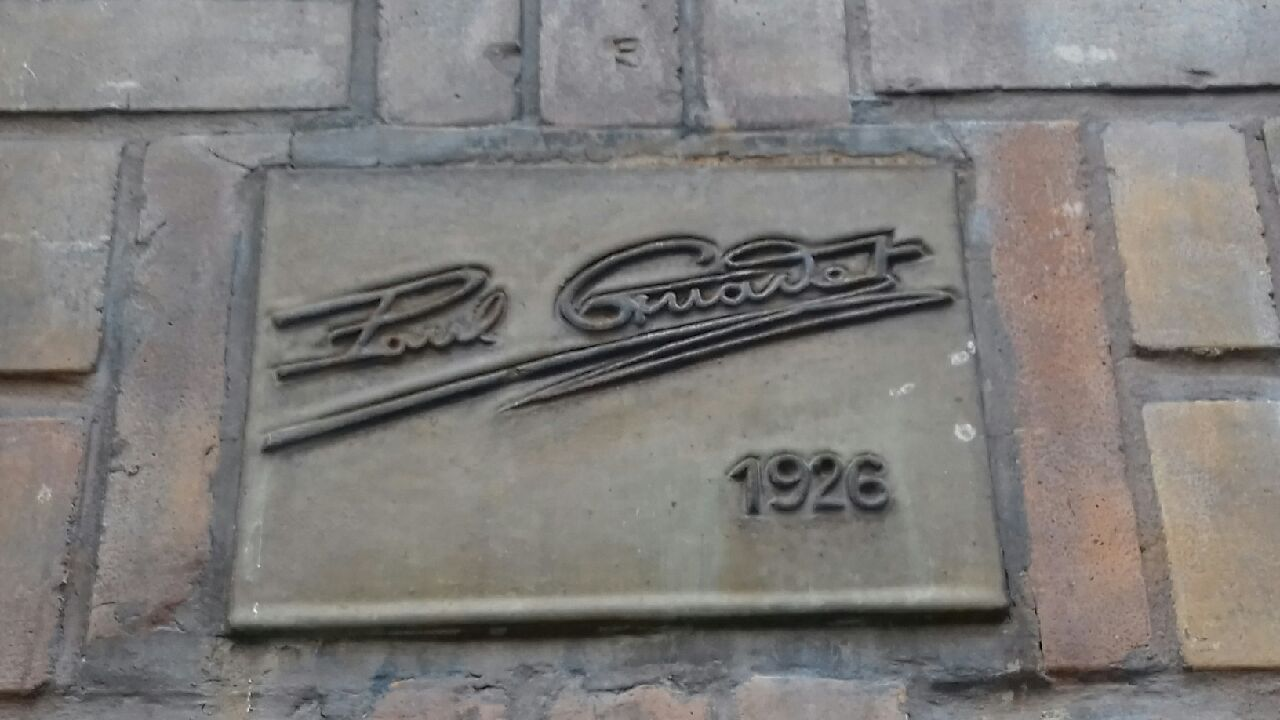
Signature de Paul Guadet. Détail de la façade du central téléphonique Diderot (12e arrondissement de Paris).

Membre de la famille Guadet, Paul nait à Paris le 24 février 1873. Il est le fils de l'architecte Julien Guadet.
Il suit les cours à l'école des Beaux-Arts de Paris à partir de 1891 et en sort diplômé en 1904. Il commence aussi à travailler dans l'atelier de son père puis entre dans l'atelier d'Edmond  Paulin. Très vite, il s’intéresse davantage à l'architecture des édifices publics plutôt que privés.
Parallèlement, en 1898, il passe et obtient son concours de sous-inspecteur des bâtiments civils et palais nationaux.
Avec son camarade d'atelier Henri Prudent, il seconde son père pour la reconstruction du Théâtre français à la suite de l'incendie qui le ravagea, en mars 1900.
Il réalise son premier projet, pour l'obtention de son diplôme, en (1904) à Tanger, avec le bâtiment de la légation de France.

Il anime l'association des anciens élèves de l'atelier Guadet aux Beaux-Arts.
En 1912, il habite la « Villa Suzanne » à Cormeilles-en-Parisis
À la mort de Paul Guadet, son épouse fait don à l'École professionnelle dite École nationale d'horlogerie de Besançon (devenu lycée polyvalent Jules-Haag), dont il est l'architecte, du buste de bronze le représentant, sculpté par son ami André Vermare et réalisé par la Fonderie Susse frères. Ce buste s'y trouve toujours en 2024, au deuxième étage, sur le palier du grand escalier de l'école.

## Œuvres
- Château d'eau de l'Exposition universelle de 1900[3] ;
- Fin des travaux de construction du palais Cambon, commencés par Constant Moyaux, décédé (1912) ;
- Hôtel Paul Carnot, 8 avenue Élisée-Reclus dans le 7e arrondissement de Paris (1906-1908, détruit) ;
- Hôtel Guadet[5] construit avec les Frères Perret, 95 boulevard Murat dans le 16e arrondissement de Paris ( Inscrit MH (1966) ;
- Légation de France à Cetinje (Monténégro), avec le concours du céramiste Alexandre Bigot (1908-1911) ;
- Central téléphonique Auteuil, 8-12 rue Henri-Heine et 21 rue Jasmin dans le 16e arrondissement de Paris (1912-1913) ;
- Hôtel des Postes et Télégraphes, 16 rue de la Poste à Châteauroux (1928) ;
- Central téléphonique Ménilmontant, 26 rue Sorbier et 21 rue Élisa-Borey dans le 20e arrondissement de Paris (1928-1931) ;
- École nationale d'Horlogerie (aujourd'hui lycée Jules-Haag), 1 rue Labbé à Besançon (1929)[6] ;
- École de Lunetterie (aujourd'hui lycée polyvalent Victor-Bérard) à Morez (1929)[6] ;
- Immeuble à ossature en béton armé et remplissage de briques claires, 138 boulevard Exelmans dans le 16e arrondissement de Paris (1930)[7] ;
- École nationale de Coutellerie (aujourd'hui lycée Jean-Zay) à Thiers (1930).

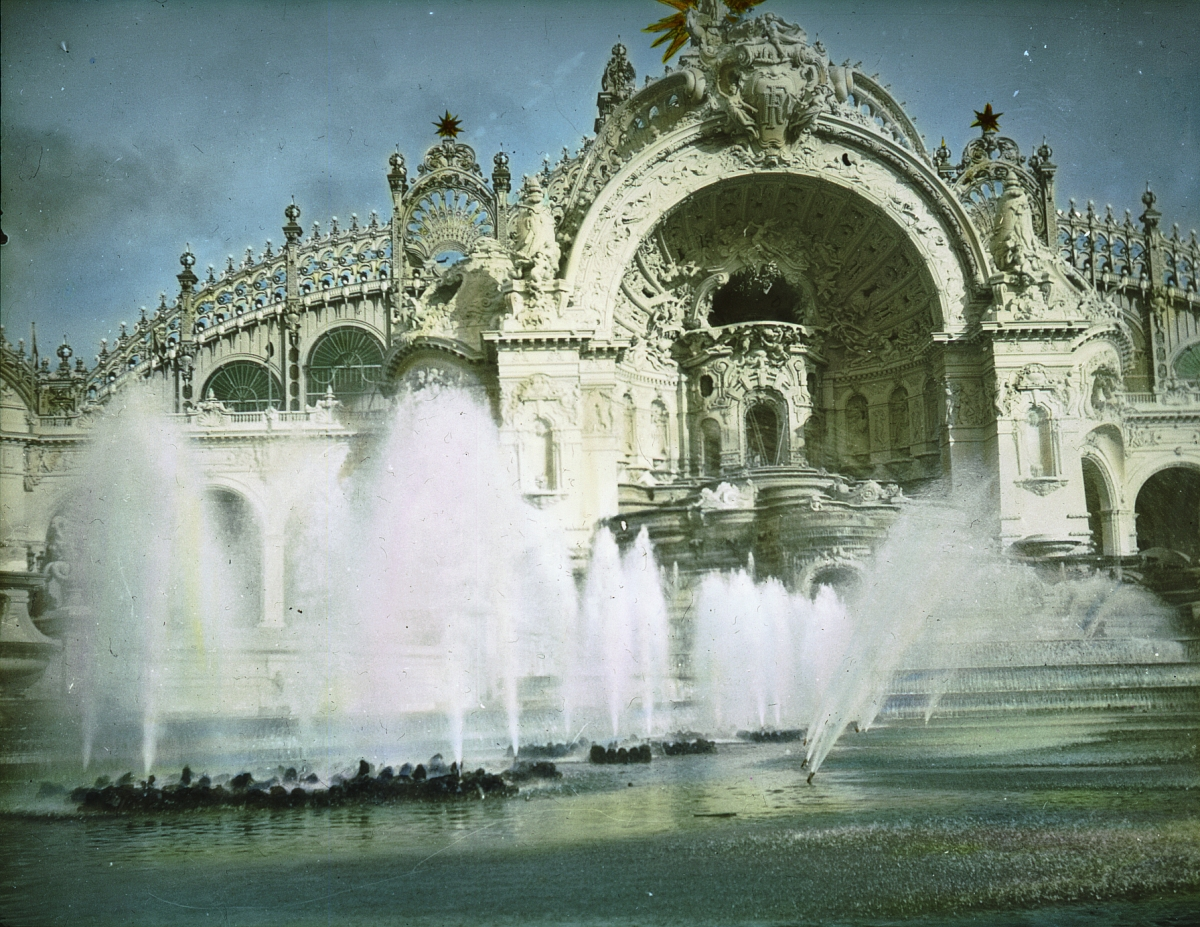
Château d'eau. Exposition de 1900.
Central téléphonique Auteuil (Paris 16e).
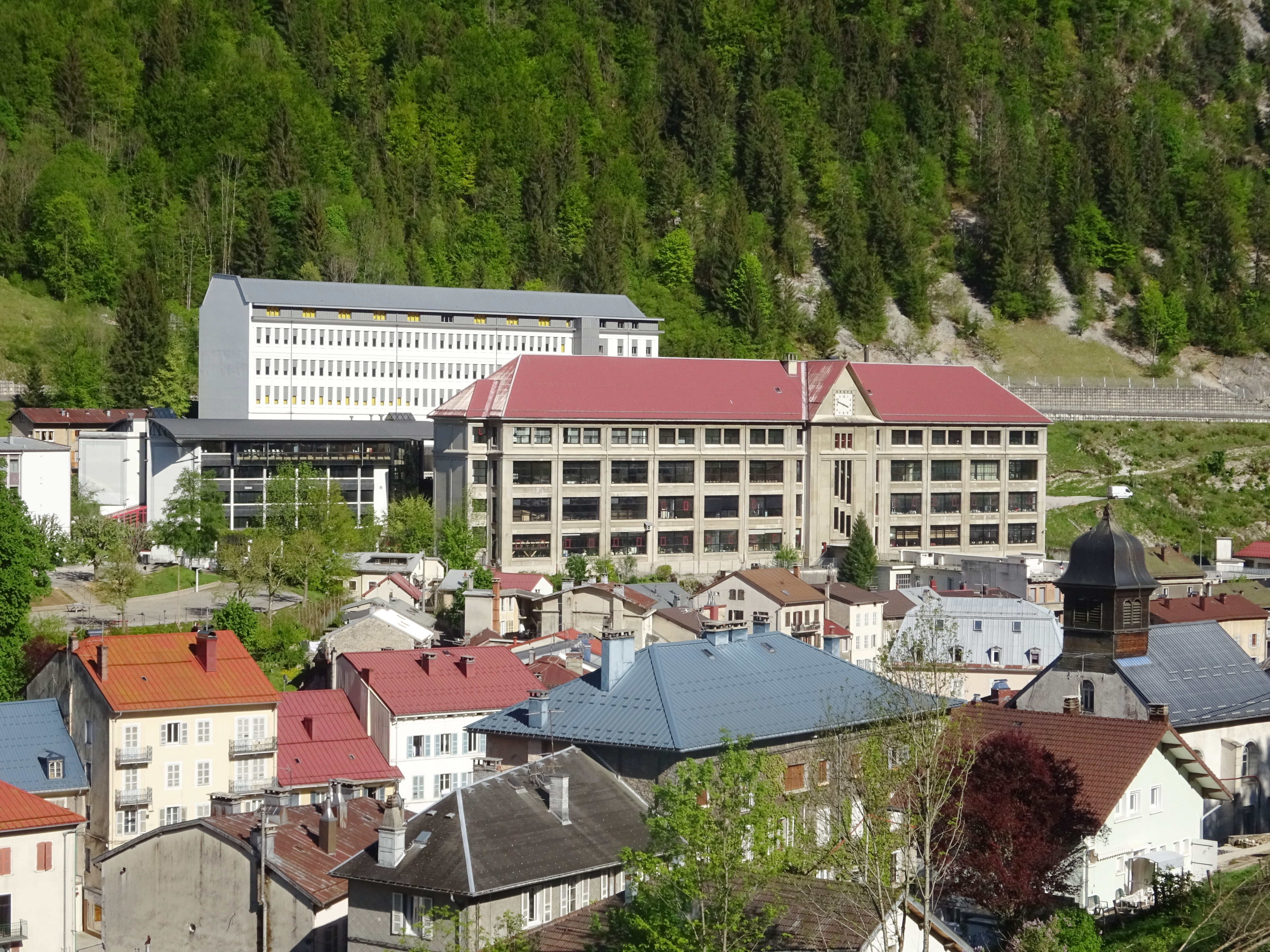
Lycée Victor-Bérard (Morez).
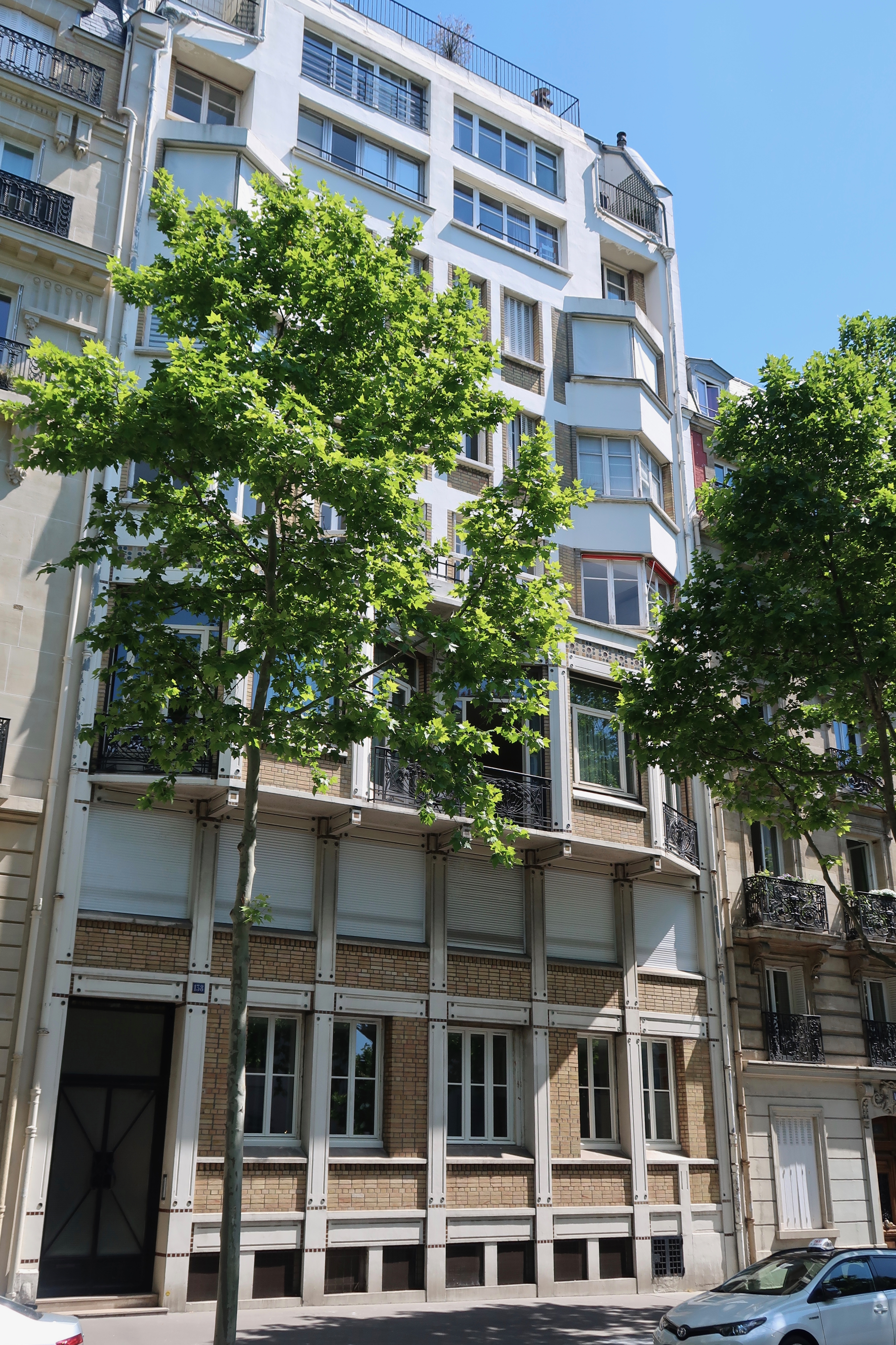
Immeuble 138 boulevard Exelmans (Paris 16e).
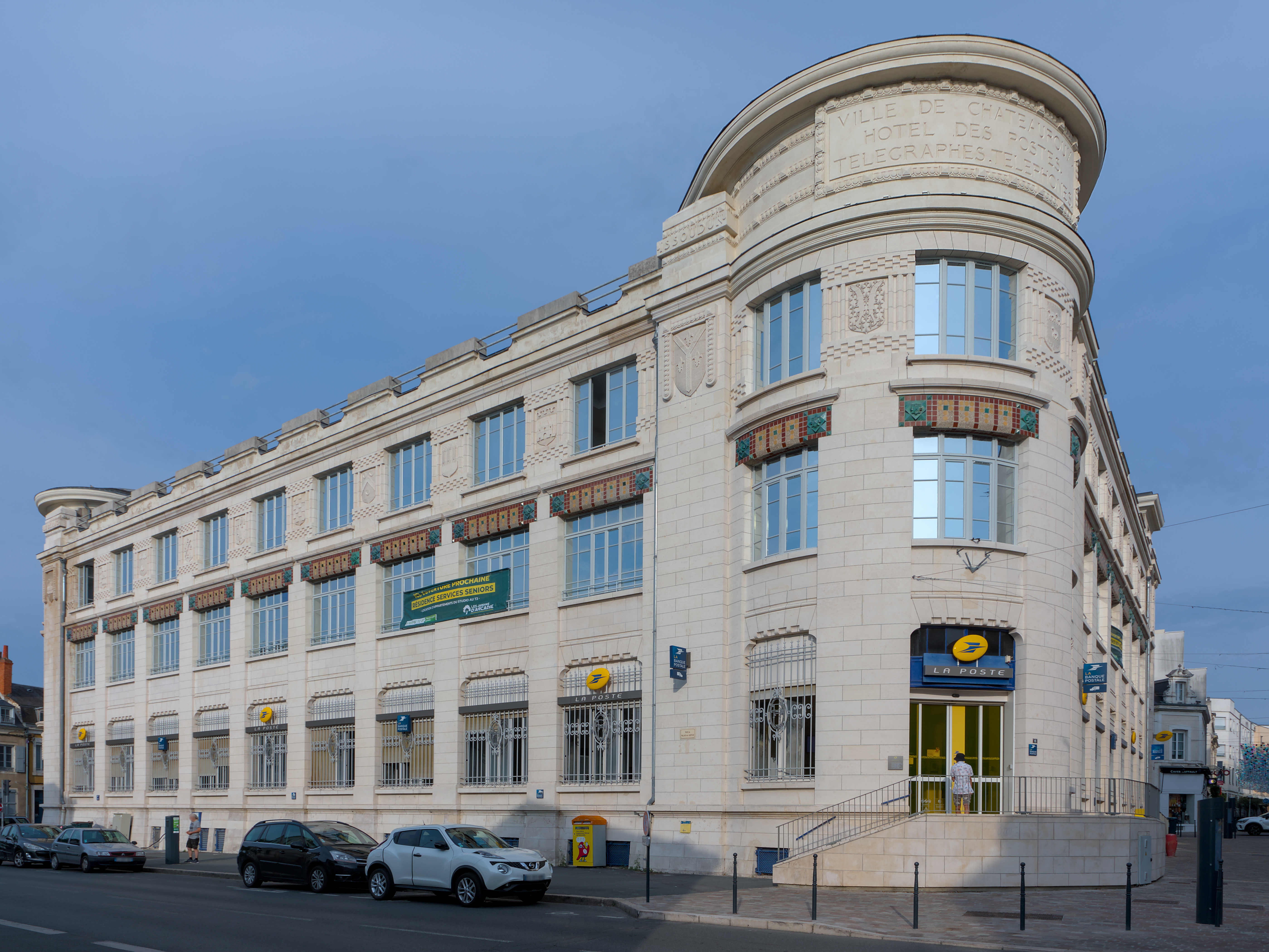
Hôtel des Postes de Châteauroux.

#### Travaux universitaires
- Guy Lambert, L'architecte et la figure de l'expert, au service de l'état sous la IIIe République. Cultures et stratégies professionnelles. Autour de Paul Guadet (1873-1931), thèse de doctorat, Université de Versailles-Saint-Quentin-en-Yvelines, 2007

#### Ouvrages généraux
- Guy Lambert, Une ambition pour les métiers: Paul Guadet & André Boucton, l'architecture des écoles professionnelles, Ville de Morez, 2013 (ISBN 978-2-9547706-0-4), « Paul Guadet, Un rationalisme pour l'architecture publique »